# Heinrich Vosberg

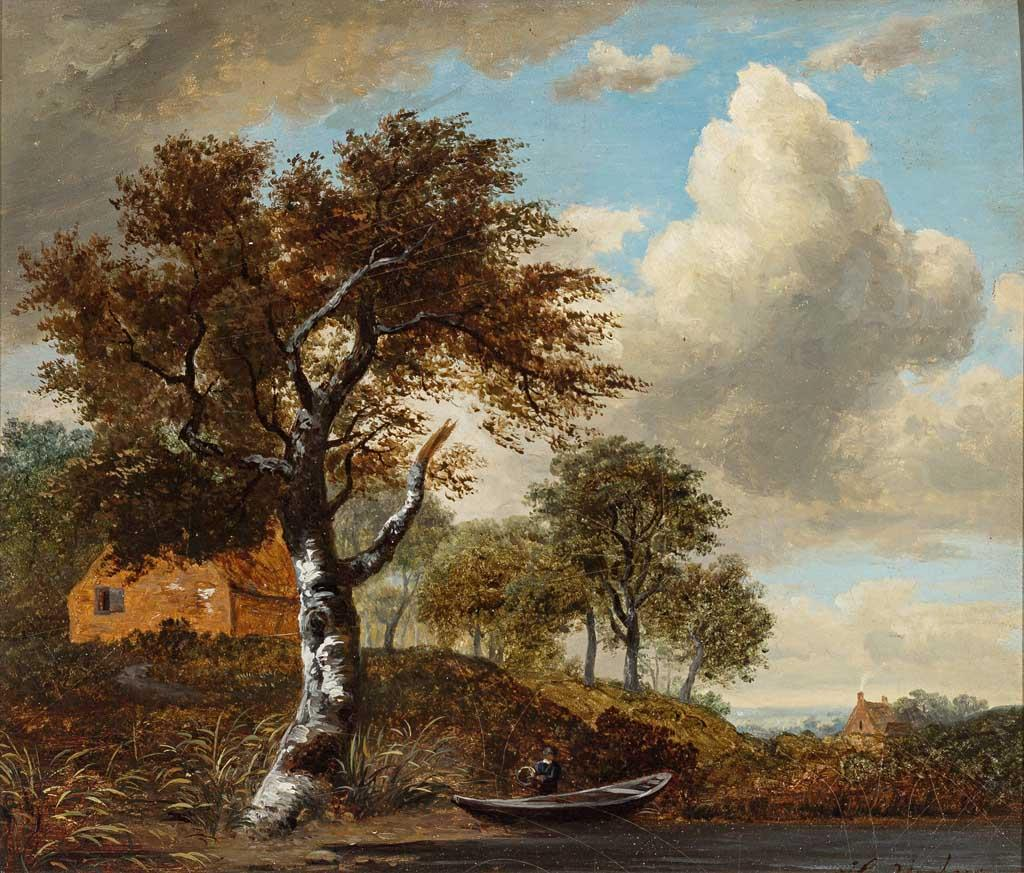
Herbstliche Flusslandschaft mit Nachen

Heinrich Vosberg (* 28. Oktober 1833 in Leer, Ostfriesland; † 20. Juli 1891 in Gmunden) war ein deutscher Landschaftsmaler der Düsseldorfer Schule.

## Leben und Wirken
Vosberg wurde als viertes Kind des Glaser- und Malermeisters Jan Habben Vosberg (1794–1881) und dessen Ehefrau Friederike Margarethe Geesche, geborene Hillendahl, zu Leer geboren. Der Vater stammte aus Groothusen, die Mutter aus Oldenburg. Er wurde in seinen Studien bereits von König Georg V. gefördert und studierte bei Johann Wilhelm Schirmer an der Düsseldorfer und Karlsruher Akademie. Von 1866 bis 1875 war er als Maler am Hofe des Herzogs von Cumberland in Hannover beschäftigt. Gemälde Vosbergs werden in der Kunsthalle Karlsruhe und in der Niedersächsischen Landesgalerie Hannover ausgestellt.
Vosbergs Malerei baute auf der Schule Johann Wilhelm Schirmers auf, der ihn zu seinen besten Schülern zählte: „Seine Bedeutung liegt in einer lyrischen, auf niederländischen Einfluss zurückgehenden Variante der heroischen Landschaft seines Lehrers, dessen Themenwahl und Kompositionsweise er übernahm.“